# Nati nel 1943/Giugno
| Questa pagina contiene informazioni ricavate automaticamente dalle voci biografiche con l'ausilio del template Bio e di un bot. L'aggiornamento è periodico e automatico e ricostruisce completamente la pagina. Se manca una persona in questa lista, sei pregato di non aggiungerla, ma accertati piuttosto che la sua voce biografica contenga il template Bio e che i dati anagrafici siano correttamente compilati. Se il template Bio manca, inseriscilo tu stesso o, in alternativa, metti l'avviso {{tmp\|Bio}} che ne segnala la mancanza. Se i dati riportati sono sbagliati, correggi direttamente la voce biografica; le modifiche saranno visibili in questa lista entro pochi giorni. Per chiarimenti vedi il progetto biografie. La lista contiene solo le 232 persone che sono citate nell'enciclopedia e per le quali è stato implementato correttamente il template Bio. Pagina aggiornata al 10 ago 2025. |

- 1º giugno - Orietta Berti, cantante, personaggio televisivo e attrice italiana
- 1º giugno - Giuseppe Del Zotto, ex calciatore italiano
- 1º giugno - Roberto Dias, calciatore brasiliano († 2007)
- 1º giugno - Pepe Dill, ex calciatore bermudiano
- 1º giugno - Kuki Gallmann, ambientalista e scrittrice italiana
- 1º giugno - Richard Goode, pianista statunitense
- 1º giugno - Paul Thomas, ex calciatore giamaicano
- 1º giugno - Gustavo Zagrebelsky, giurista italiano
- 1º giugno - Ettore Zuccheri, ex cestista e allenatore di pallacanestro italiano
- 2 giugno - Crawford Barton, fotografo statunitense († 1993)
- 2 giugno - Ágota Bujdosó, pallamanista ungherese († 2025)
- 2 giugno - Bruno Ferrero, politico italiano († 2006)
- 2 giugno - Charles Haid, attore e regista televisivo statunitense
- 2 giugno - José Miguel Insulza, politico cileno
- 2 giugno - Blinky Palermo, pittore tedesco († 1977)
- 2 giugno - Mario Piantelli, indologo e storico delle religioni italiano
- 2 giugno - Gary H. Posner, chimico statunitense († 2018)
- 2 giugno - Crescenzio Sepe, cardinale e arcivescovo cattolico italiano
- 2 giugno - Frank Shu, astrofisico cinese († 2023)
- 3 giugno - Víctor Adriazola, ex calciatore cileno
- 3 giugno - Iain Chalmers, medico britannico
- 3 giugno - Billy Cunningham, ex cestista e allenatore di pallacanestro statunitense
- 3 giugno - Werner Lihsa, ex calciatore tedesco orientale
- 3 giugno - Jan Mulder, politico olandese
- 3 giugno - Joseph Ruzindana, vescovo cattolico ruandese († 1994)
- 3 giugno - Camilla Sparv, attrice svedese
- 3 giugno - Emmitt Thomas, ex giocatore di football americano e allenatore di football americano statunitense
- 4 giugno - Joyce Meyer, predicatrice e scrittrice statunitense
- 4 giugno - Salvatore Provino, pittore italiano
- 4 giugno - Amedeo Schiattarella, architetto italiano
- 5 giugno - Max Berrú, percussionista e cantante ecuadoriano († 2018)
- 5 giugno - Massimo Carmassi, architetto, progettista e restauratore italiano
- 5 giugno - Franco Dori, calciatore italiano († 1987)
- 5 giugno - Michele Guardì, regista televisivo, autore televisivo e personaggio televisivo italiano
- 5 giugno - Kim Tai-chung, attore, artista marziale e imprenditore sudcoreano († 2011)
- 5 giugno - Willem Kroesbergen, cembalaro olandese
- 5 giugno - Tony Millington, calciatore gallese († 2015)
- 5 giugno - Jaak Panksepp, psicologo e neuroscienziato statunitense († 2017)
- 6 giugno - Steve Barnett, ex pallanuotista statunitense
- 6 giugno - Enrico Carabelli, doppiatore, direttore del doppiaggio e attore teatrale italiano († 1997)
- 6 giugno - Reka Der-Cipriani, ex schermitrice italiana
- 6 giugno - John Dunn, programmatore, compositore e artista statunitense († 2018)
- 6 giugno - Dagoberto Fontes, calciatore uruguaiano († 2024)
- 6 giugno - Francesco Remotti, antropologo italiano
- 6 giugno - Richard Smalley, chimico statunitense († 2005)
- 6 giugno - Jim Young, allenatore di football americano e giocatore di football americano canadese
- 7 giugno - Billy Graham, wrestler statunitense († 2023)
- 7 giugno - Nikki Giovanni, scrittrice, poetessa e attivista statunitense († 2024)
- 7 giugno - Mel Levine, politico statunitense
- 7 giugno - Michael Pennington, attore, regista teatrale e scrittore britannico
- 7 giugno - Angelo Volpato, calciatore e allenatore di calcio italiano († 2019)
- 8 giugno - Colin Baker, attore britannico
- 8 giugno - William Calley, militare e criminale di guerra statunitense († 2024)
- 8 giugno - Willie Davenport, ostacolista e bobbista statunitense († 2002)
- 8 giugno - János Kelemen, filosofo e saggista ungherese († 2024)
- 8 giugno - Thales McReynolds, cestista statunitense († 1988)
- 8 giugno - Penny Rimbaud, batterista, scrittore e poeta britannico
- 9 giugno - Viktor Aristov, regista, sceneggiatore e attore sovietico († 1994)
- 9 giugno - Kenny Barron, pianista e compositore statunitense
- 9 giugno - John Fitzpatrick, pilota automobilistico britannico
- 9 giugno - Joe Haldeman, autore di fantascienza statunitense
- 9 giugno - Darrell John Kitchener, zoologo australiano
- 9 giugno - Charles Saatchi, imprenditore iracheno
- 10 giugno - Luigi Baruffi, politico italiano
- 10 giugno - Dick Howard, giornalista e ex calciatore inglese
- 10 giugno - Sabato Malinconico, magistrato italiano
- 10 giugno - Jon McGlocklin, ex cestista statunitense
- 10 giugno - Bruno Pace, calciatore e allenatore di calcio italiano († 2018)
- 10 giugno - Luigi Roncaglia, ex pistard e ciclista su strada italiano
- 10 giugno - Henk Wery, ex calciatore olandese
- 10 giugno - Tommy Woods, ex cestista statunitense
- 10 giugno - Vittorio Zanetti, calciatore e allenatore di calcio italiano († 2019)
- 11 giugno - Coutinho, calciatore e allenatore di calcio brasiliano († 2019)
- 11 giugno - Jonathan Goldberg, critico letterario e anglista statunitense († 2022)
- 11 giugno - Leonardo Grosso, dirigente sportivo e ex calciatore italiano
- 11 giugno - Henry Hill, mafioso e collaboratore di giustizia statunitense († 2012)
- 11 giugno - Annabella Incontrera, attrice italiana († 2004)
- 11 giugno - Buster Mathis, pugile statunitense († 1995)
- 11 giugno - Oleg Borisovič Vidov, attore sovietico († 2017)
- 11 giugno - Bernabe Villacampo, ex pugile filippino
- 12 giugno - Vitalij Chmel'nyc'kyj, calciatore e allenatore di calcio sovietico († 2019)
- 12 giugno - Bobby Joe Hill, cestista statunitense († 2002)
- 12 giugno - Umberto Marcheggiani, ex lottatore italiano
- 12 giugno - Manuel Polinario, allenatore di calcio e ex calciatore spagnolo
- 12 giugno - Roberto Schisano, dirigente d'azienda italiano († 2010)
- 12 giugno - Bibbi Segerström, nuotatrice svedese († 2014)
- 12 giugno - Carlo Venturi, fisarmonicista italiano († 1986)
- 13 giugno - Emilio Ambasz, architetto e designer argentino
- 13 giugno - Jürgen Czaschka, illustratore e incisore austriaco († 2018)
- 13 giugno - Gepy & Gepy, cantante, compositore e produttore discografico italiano († 2010)
- 13 giugno - Don Hankey, imprenditore statunitense
- 13 giugno - Malcolm McDowell, attore britannico
- 13 giugno - Jim Guy Tucker, politico e avvocato statunitense († 2025)
- 13 giugno - Otto Wanz, wrestler e pugile austriaco († 2017)
- 14 giugno - Pasquale Croci, calciatore italiano
- 14 giugno - Piet Keizer, calciatore olandese († 2017)
- 14 giugno - Jeanine Meerapfel, regista e sceneggiatrice argentina
- 14 giugno - John Miles, pilota automobilistico britannico († 2018)
- 14 giugno - Jacques Polge, profumiere francese
- 14 giugno - Jim Sensenbrenner, politico statunitense
- 14 giugno - John Trollope, ex calciatore e allenatore di calcio inglese
- 14 giugno - Josip Čorak, lottatore jugoslavo († 2023)
- 15 giugno - Reidar Flaa, calciatore norvegese († 2008)
- 15 giugno - Johnny Hallyday, cantante e attore francese († 2017)
- 15 giugno - Xaviera Hollander, scrittrice olandese
- 15 giugno - Poul Nyrup Rasmussen, politico danese
- 15 giugno - Lee Shallat-Chemel, regista e produttrice televisiva statunitense
- 15 giugno - Muff Winwood, compositore, bassista e produttore discografico britannico
- 16 giugno - Fausto Giaccone, fotografo e fotoreporter italiano
- 16 giugno - Margarida Carpinteiro, attrice, scrittrice e cantante portoghese
- 16 giugno - Francesco Miccichè, vescovo cattolico italiano
- 16 giugno - Kirsten Michaelsen, nuotatrice danese
- 16 giugno - Gabriele Ostinelli, politico italiano
- 16 giugno - Carlo Piombo, politico italiano
- 16 giugno - Dagmar Lassander, attrice tedesca
- 16 giugno - Fernanda Tollemeto, artista italiana
- 16 giugno - Joan Van Ark, attrice statunitense
- 17 giugno - Steve Clark, ex nuotatore statunitense
- 17 giugno - Peter Doak, ex nuotatore australiano
- 17 giugno - Johann Eigenstiller, calciatore austriaco († 2025)
- 17 giugno - James Elliot, astronomo statunitense († 2011)
- 17 giugno - Newt Gingrich, politico e scrittore statunitense
- 17 giugno - Brent Hughes, ex hockeista su ghiaccio canadese
- 17 giugno - Gianni Macchia, attore italiano
- 17 giugno - Barry Manilow, cantante statunitense
- 17 giugno - Morris McHone, allenatore di pallacanestro e dirigente sportivo statunitense
- 17 giugno - Chantal Mouffe, politologa belga
- 17 giugno - Burt Rutan, ingegnere statunitense
- 17 giugno - Lynne Strow Piccolo, soprano statunitense
- 18 giugno - Raffaella Carrà, cantante, attrice e ballerina italiana († 2021)
- 18 giugno - Giordano Colombo, cantante italiano
- 18 giugno - Carlo Fioroni, ex terrorista italiano
- 18 giugno - Willie Irvine, calciatore nordirlandese († 2025)
- 18 giugno - Rolf-Ulrich Kaiser, giornalista, produttore discografico e scrittore tedesco
- 18 giugno - Armand Maillard, arcivescovo cattolico francese
- 18 giugno - Éva Marton, soprano ungherese
- 19 giugno - Souhayr Belhassen, giornalista e attivista tunisina
- 19 giugno - Stanley Lombardo, saggista, traduttore e insegnante statunitense
- 19 giugno - Angelo Raffaele Manca, politico italiano († 2023)
- 19 giugno - Michael Radulescu, organista e compositore rumeno († 2023)
- 20 giugno - Jerry Cook, pilota automobilistico e dirigente sportivo statunitense
- 20 giugno - Emil Assad Rached, cestista brasiliano († 2009)
- 20 giugno - Carlo Prinoth, ex slittinista italiano
- 20 giugno - Masayuki Uemura, autore di videogiochi, ingegnere e dirigente d'azienda giapponese († 2021)
- 20 giugno - Gordon Wallace, allenatore di calcio e ex calciatore scozzese
- 21 giugno - Domenico Casati, allenatore di calcio e ex calciatore italiano
- 21 giugno - Marika Green, attrice svedese
- 21 giugno - Sonny Hendrawan, ex cestista indonesiano
- 21 giugno - Luigi Marmiroli, ingegnere italiano
- 21 giugno - Giuseppe Pallavicini Caffarelli, traduttore e scrittore italiano
- 21 giugno - Gianni Perrelli, giornalista e scrittore italiano
- 21 giugno - Ron Webster, ex calciatore inglese
- 22 giugno - Cecilia Danieli, imprenditrice italiana († 1999)
- 22 giugno - Eumir Deodato, pianista, compositore e produttore discografico brasiliano
- 22 giugno - John Michael Kosterlitz, fisico britannico
- 22 giugno - Simo Lampinen, pilota di rally finlandese
- 22 giugno - Marita Lange, ex pesista tedesca
- 22 giugno - Georg Loos, pilota automobilistico tedesco († 2016)
- 22 giugno - Gordon Matta-Clark, artista e architetto statunitense († 1978)
- 22 giugno - Klaus Maria Brandauer, attore austriaco
- 22 giugno - Lachlan Stewart, mezzofondista britannico († 2025)
- 22 giugno - Michał Urbaniak, compositore polacco
- 23 giugno - Dorothy Cannell, scrittrice statunitense
- 23 giugno - Vint Cerf, informatico statunitense
- 23 giugno - James Levine, direttore d'orchestra statunitense († 2021)
- 23 giugno - Csilla Madarász, nuotatrice ungherese († 2021)
- 23 giugno - Albert Pintat, politico andorrano
- 23 giugno - Laszlo Seleš, ex calciatore jugoslavo
- 23 giugno - Welleda Veschi, ex nuotatrice italiana
- 23 giugno - Maria Isabella di Savoia-Genova, nobile italiana
- 24 giugno - Tiziano Crudeli, giornalista e opinionista italiano
- 24 giugno - Carole Caldwell Graebner, tennista e dirigente sportiva statunitense († 2008)
- 24 giugno - Attilio Monetti, giornalista, telecronista sportivo e ex velocista italiano
- 24 giugno - Georg Stanford Brown, attore e regista cubano
- 25 giugno - Antonio Bulgheroni, ex dirigente d'azienda, ex cestista e dirigente sportivo italiano
- 25 giugno - Giorgio Cardetti, giornalista e politico italiano († 2008)
- 25 giugno - Giannella De Marco, direttrice d'orchestra italiana († 2010)
- 25 giugno - Vittorio Feltri, giornalista e saggista italiano
- 25 giugno - Gilberto Isella, poeta, traduttore e critico letterario svizzero
- 25 giugno - Fatma Ruffini, autrice televisiva e produttrice televisiva italiana
- 25 giugno - Carly Simon, cantautrice statunitense
- 25 giugno - Roberto Vecchioni, cantautore, paroliere e scrittore italiano
- 25 giugno - Michael Vejar, regista statunitense
- 26 giugno - Fabio Albarelli, velista italiano († 1995)
- 26 giugno - John Beasley, attore statunitense († 2023)
- 26 giugno - Georgie Fame, cantautore, tastierista e chitarrista britannico
- 26 giugno - Warren Farrell, educatore statunitense
- 26 giugno - Foppe de Haan, allenatore di calcio e dirigente sportivo olandese
- 26 giugno - Anthony Hicks, musicologo, critico musicale e scrittore britannico († 2010)
- 26 giugno - Eduardo Nascimento, cantante angolano († 2019)
- 27 giugno - Henriette Bichonnier, scrittrice, giornalista e fumettista francese († 2018)
- 27 giugno - Eric Defoort, politico e storico belga († 2016)
- 27 giugno - Saverio Moriones, doppiatore italiano
- 27 giugno - Horacio Moráles, calciatore argentino († 2021)
- 27 giugno - Bernard Nsayi, vescovo cattolico della Repubblica del Congo († 2021)
- 27 giugno - Harm Ottenbros, ciclista su strada e pistard olandese († 2022)
- 27 giugno - Ángel Parra, cantautore cileno († 2017)
- 27 giugno - Ludovico Peregrini, autore televisivo e personaggio televisivo italiano († 2025)
- 28 giugno - Jens Birkemose, pittore danese († 2022)
- 28 giugno - Margit Fischer, designer austriaca
- 28 giugno - Pietro Guerra, ex ciclista su strada e pistard italiano
- 28 giugno - Donald Johanson, paleontologo statunitense
- 28 giugno - Klaus von Klitzing, fisico tedesco
- 28 giugno - Ryszard Krynicki, poeta, editore e traduttore polacco
- 28 giugno - Ismael Laguna, ex pugile panamense
- 28 giugno - Ed Pastor, politico statunitense († 2018)
- 28 giugno - Giuliano Taccola, calciatore italiano († 1969)
- 28 giugno - Gary Veneruzzo, ex hockeista su ghiaccio canadese
- 29 giugno - Gerhard Auer, canottiere tedesco († 2019)
- 29 giugno - Little Eva, cantante statunitense († 2003)
- 29 giugno - Bob Brunning, bassista britannico († 2011)
- 29 giugno - Tarja Cronberg, politica finlandese
- 29 giugno - Piero Formica, economista italiano
- 29 giugno - Virginia Foxx, politica statunitense
- 29 giugno - Garland Jeffreys, cantautore, musicista e produttore discografico statunitense
- 29 giugno - Pedro Pablo León, calciatore peruviano († 2020)
- 29 giugno - Gene Littles, cestista, allenatore di pallacanestro e dirigente sportivo statunitense († 2021)
- 29 giugno - Empedocle Maffia, giornalista italiano († 2008)
- 29 giugno - Pino Micol, attore e regista italiano
- 29 giugno - Maureen O'Brien, attrice e scrittrice inglese
- 29 giugno - Paolo Parrini, filosofo italiano († 2020)
- 29 giugno - Fred Robsahm, attore e regista norvegese († 2015)
- 29 giugno - Doug Sims, ex cestista e allenatore di pallacanestro statunitense
- 29 giugno - Alessandra Vignoli, poetessa italiana († 2022)
- 29 giugno - Gabriele Volpi, imprenditore e dirigente sportivo italiano
- 30 giugno - Florence Ballard, cantante statunitense († 1976)
- 30 giugno - Warren Davis, ex cestista statunitense
- 30 giugno - Daniel Kablan Duncan, politico ivoriano
- 30 giugno - Dieter Kottysch, pugile tedesco († 2017)
- 30 giugno - Dani Litani, musicista e attore israeliano
- 30 giugno - Simonetta Lux, storica dell'arte, critica d'arte e docente italiana
- 30 giugno - Marcello Tentorio, allenatore di calcio e ex calciatore italiano